# ハンフリー・レプトン

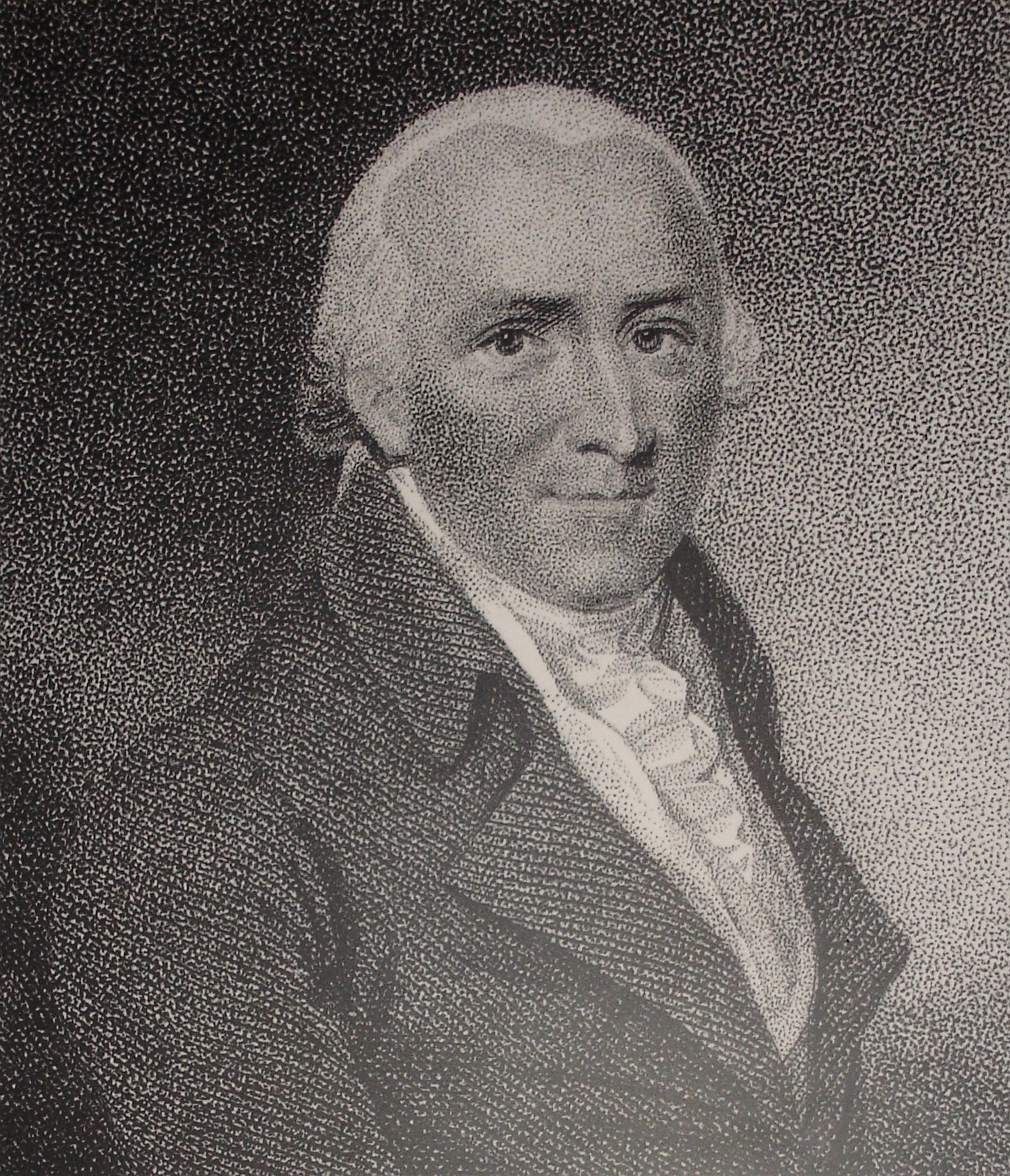
ハンフリー・レプトン

ハンフリー・レプトン（Humphry Repton、1752年4月21日 - 1818年3月24日）は、ランスロット・ブラウンの次の世代に属する英国の代表的造園家。なお、風景式庭園(en:landscape gardening)という言葉は、彼の創案である。
もともとは地方の単なるジェントルマンだったのが、貿易事業に失敗するという経済的なつまずきから、田舎にひきこもって農業をはじめるがまたまた失敗する。この農業経験から自身は植物や造園について知識を得て、造園業に方向転換することとなったが、たちまち成功を収める。庭園デザイナーに転向したのは39歳のときである。
成功した理由としてよく挙げられているのが、庭園改造の際に水彩画が得意なところを生かして、完成前と完成後の風景画を施主にしめす手法を用いて渡したというもので、赤い皮表紙で冊子にしていることから、レッド・ブックと呼ばれている。レプトンが造ったとされるこのレッド・ブックは現存しているのもあるが、実際には400冊に及ぶといわれている。このようにして変化を視覚的にし手を入れを直接的に表現したのである。
こうして、彼のてがけた公園や庭園の数は、およそ200にのぼるとされているが、基本的には改修のものが多い。とくにランスロット・ブラウンの手がけた庭園を多く改修していることが知られている。庭園デザインとしては、風景式手法を踏襲しながら、同時代のプライスやナイトの野生や粗放の賛美に対して批判的で、建物付近にはブラウン時代には排除の傾向をみせた花壇など幾何学部分を復活させて、変化に富む庭園に仕上げることにつとめた。このような19世紀を先取りする彼の創意は、建築物周囲の写実的とも絵画的とも異なる庭園の扱いにあり、花壇やテラスを設けたほか、後にはそこにばら棚や鳥小屋等といったヴィクトリア朝のモティーフも加えた整形庭園を展開した。
また当時の文化思想に影響され、「広大な空間をデザインすることは創造性の欠如を意味している。偉大なデザインなどあるはずもなく,デザインとは人を欺くことに過ぎない。自然のプロセスだけが偉大な景観を作れるのである。」と考えていた。
彼はまた建物自体の設計にもある程度関与しており、この点では息子のジョン・アディやジョージに多くを負っている。農村地などで、レジデンスの増改築や、ジョン・ナッシュ親子と協働してからは建築作品も手がけている。1790年、ウィリアム・ケントが手がけたコブリン・ホールを改修。1806年、ウォーバーン修道院を、1812年から1817年にかけては、ノーフォークのジェリンガム・ホールを手がけている。
1780年、バッキンガムシャーを納めていた領主から依頼を受けて広大な自宅の庭園を造園した。この土地は1995年に音楽バンド「ジャミロクワイ」のリーダーであるジェイ・ケイに購入され、レプトンがデザインした美しい庭園は以下の楽曲に影響を与えた。
- 2001年の楽曲「コーナー・オブ・ジ・アース」の歌詞を書くインスピレーションになった。
- 2005年の楽曲「Seven Days In Sunny June」のミュージックビデオが撮影された。

## 著書
- 造園のためのスケッチとヒント集 Sketches and Hints on Landscape Gardening, 初版1795年、再版1803年
- 造園の理論と実践についての考察　Observaion on the Theory and Practice of Landscape Gardening 1803年
- 造園における趣味変遷の探究　An Inquiry into the Changes of Taste in Landscape Gardening 1806年
- 造園の理論と実践についての断章　Theory and Practice of Landscape Gardening 1816年